# Gouvernement Mahathir VII
Malaisie
Najib II Muhyiddin
Le gouvernement Mahathir VII (en malais : kabinet Mahathir ketujuh) est le gouvernement de la Malaisie du 21 mai 2018 au 24 février 2020, sous la 14e législature du Parlement de Malaisie.
Il est dirigé par Mahathir Mohamad, déjà premier ministre de 1981 à 2003. Il succède au gouvernement de Najib Razak, et est le premier gouvernement sans l'Organisation nationale des Malais unis depuis l'indépendance du pays en 1957.

## Composition
| Poste                                                                                                  | Nom                                 | Parti | Parti        |
| --- | ----------------------------------- | ----- | ------------ |
| Premier Ministre                                                                                       | Mahathir Mohamad                    |       | BERSATU      |
| Vice-Première ministre Ministre des Femmes, de la Famille et du Développement des Communautés          | Wan Azizah Wan Ismail               |       | Keadilan     |
| Vice-Premier ministre Ministre des Affaires religieuses                                                | Mujahid Yusof Rawa                  |       | Amanah       |
| Vice-Premier ministre Ministre des Lois                                                                | Liew Vui Keong                      |       | WARISAN (en) |
| Vice-Premier ministre Ministre de l'Unité national et du Bien-être social                              | Waytha Moorthy Ponnusamy            |       | MAP (en)     |
| Ministre des Finances                                                                                  | Lim Guan Eng                        |       | DAP          |
| Ministre de l'Économie                                                                                 | Mohamed Azmin Ali                   |       | Keadilan     |
| Ministre de la Défense                                                                                 | Mohamad Sabu                        |       | Amanah       |
| Ministre de l'Intérieur                                                                                | Muhyiddin Yassin                    |       | BERSATU      |
| Ministre du Commerce international et de l'Industrie                                                   | Ignatius Darell Leiking             |       | WARISAN (en) |
| Ministre de l'Éducation                                                                                | Maszlee Malik (jusqu'au 03/01/2020) |       | BERSATU      |
| Ministre de l'Éducation                                                                                | Mahathir Mohamad                    |       | BERSATU      |
| Ministre de l'Eau, des Terres et des Ressources naturelles                                             | Xavier Jayakumar Arulanandam        |       | Keadilan     |
| Ministre des Territoires fédéraux                                                                      | Khalid Abdul Samad                  |       | Amanah       |
| Ministre des Transports                                                                                | Anthony Loke Siew Fook              |       | DAP          |
| Ministre de l'Agriculture et l'Industrie agricole                                                      | Salahuddin Ayub                     |       | Amanah       |
| Ministre de la Santé                                                                                   | Dzulkefly Ahmad                     |       | Amanah       |
| Ministre du Tourisme, des Arts et de la Culture                                                        | Mohammadin Ketapi                   |       | WARISAN (en) |
| Ministre du Logement et des Collectivités locales                                                      | Zuraida Kamaruddin                  |       | Keadilan     |
| Ministre des Affaires étrangères                                                                       | Saifuddin Abdullah                  |       | Keadilan     |
| Ministre des Ressources humaines                                                                       | M. Kulasegaran                      |       | DAP          |
| Ministre du Commerce domestique et des Consommateurs                                                   | Saifuddin Nasution Ismail           |       | Keadilan     |
| Ministre du Développement entrepreunerial et des Coopératives                                          | Redzuan Yusof                       |       | BERSATU      |
| Ministre du Développement rural                                                                        | Rina Harun                          |       | BERSATU      |
| Ministre du Travail                                                                                    | Baru Bian                           |       | Keadilan     |
| Ministre de l'Énergie, des Sciences, de la Technologie, de l'Enivronnement et du Changement climatique | Yeo Bee Yin                         |       | DAP          |
| Ministre des Industries primaires                                                                      | Teresa Kok Suh Sim                  |       | DAP          |
| Ministre de la Jeunesse et des Sports                                                                  | Syed Saddiq Syed Abdul Rahman       |       | BERSATU      |
| Ministre de la Communication et des Médias                                                             | Gobind Singh Deo                    |       | DAP          |